# Richard Stanhope
Richard Courtney Stanhope (Blackpool, 27 de abril de 1957) es un deportista británico que compitió en remo. Su esposa Rachel Hirst compitió en el mismo deporte.
Participó en cuatro Juegos Olímpicos de Verano, entre los años 1980 y 1992, obteniendo una medalla de plata en Moscú 1980, en la prueba de ocho con timonel.
Ganó dos medallas en el Campeonato Mundial de Remo, en los años 1981 y 1991.

## Palmarés internacional
| Juegos Olímpicos   | Juegos Olímpicos | Juegos Olímpicos  | Juegos Olímpicos |
| Año                | Lugar            | Medalla           | Prueba           |
| ------------------ | ---------------- | ----------------- | ---------------- |
| 1980               | Moscú (URSS)     | Medalla de plata  | Ocho con timonel |
| Campeonato Mundial |                  |                   |                  |
| Año                | Lugar            | Medalla           | Prueba           |
| 1981               | Múnich (RFA)     | Medalla de plata  | Ocho con timonel |
| 1991               | Viena (Austria)  | Medalla de bronce | Ocho con timonel |